# GIMP
GIMP je prosto dostopen odprtokodni računalniški program za urejanje rastrske grafike. Podprtih ima tudi nekaj možnosti za delo z vektorsko grafiko. Projekt sta začela leta 1995 Spencer Kimball in Peter Mattis, zdaj pa ga vzdržuje skupina prostovoljcev in je zaščiten s Splošnim dovoljenjem GNU (GPL).
GIMP je v izvirniku pomenilo General Image Manipulation Program. Leta 1997 so ime spremenili v GNU Image Manipulation Program (»Program GNU za obdelavo slik«). GIMP je uradni del projekta GNU.
GIMP je razširjen za obdelavo digitalne grafike in fotografij s spleta. Po navadi z njim izdelujejo grafične podloge in logotipe, umerjajo in izrezujejo fotografije, spreminjajo barve, združujejo slike s pomočjo ravnin, odstranjujejo neželene slikovne oblike in prevajajo med različnimi slikovnimi formati.
GIMP je mogoče pomemben tudi kot prvi večji program za končnega uporabnika izdelan v odprti izvorni kodi. Prejšnja orodja kot so GCC, jedro Linuxa in podobna so bila orodja, ki so jih izdelali programerji večinoma za programerje. GIMP je dokaz, da se z načinom izdelave programov s pomočjo odprte kode lahko izdelajo stvari, ki jih nepoznavalci lahko plodno uporabijo. S tem je GIMP tlakoval pot podobnim prostim programom kot so KDE, GNOME, Mozilla, LibreOffice in mnogo drugim, ki so sledili.
GIMP je bil mišljen kot prosta alternativa za Adobe Photoshop, ki pa se še vedno trdo drži v grafični industriji. Novejše različice kritiki pogosto ocenjujejo kot zelo zmogljive in kot možno zamenjavo za Photoshop.
GIMP se lahko prikroji za samodejnejše delo z makro programi. Temu lahko služi vgrajen jezik Scheme ali pa jeziki kot so Perl, Tcl in (preskusno) Ruby. To omogoča izdelavo skript in dodatkov, ki se lahko vzajemno uporabijo. Možna je tudi izdelava slik v popolnoma nevzajemnem načinu. Na primer izdelava slik za spletno stran s CGI skripti ali popravilo in pretvorbo slik v ozadju. Na splošno pa verjamejo, da so za nevzajemna opravila, veliko boljši programski paketi kot je SlikaMagick.
GIMP za uporabniški vmesnik uporablja GTK+. V bistvu je bil GTK+ v začetku del GIMP-a. GIMP in GTK+ so izvirno izdelali za sistem X Window, ki je tekel na Unixu ali GNU/Linuxu, kasneje pa so ga predelali še za operacijske sisteme MS Windows, OS/2 in MacOS.

GIMP-ova maskota je Wilber.
GIMP-ov domač slikovni format je XCF, s katerim je moč shraniti razporeditev ravnin za poznejše delo.

## Film Gimp/CinePaint
Film Gimp, sedaj znan kot CinePaint je orodje posebej prirejeno za slikanje in retuširanje posameznih posnetkov filmov, ki uporablja nadzornik posnetkov in način slojev. Omogoča tudi večjo barvno globino kot GIMP - 16 bitov za barvo, namesto 8. Program se je razvil iz različice GIMP 1.0.4.